# Роиг, Артуро Андрес
Артуро Андрес Роиг (Ройг, исп. Arturo Andrés Roig; 16 июля 1922 — 30 апреля 2012 года) — аргентинский философ, представитель (наряду с Энрике Дусселем) «философии освобождения».

## Биография
Родился в Мендосе, поступил в Национальный университет Куйо, который окончил в 1949 году по специальности педагогических наук (Profesor de Enseñanza Secundaria, Normal y Especial en Filosofía). Затем Роиг продолжил учебу в Сорбонне.
Он вернулся в Аргентину и в 1955 году начал преподавать философию в своей альма-матер, с особым интересом к местным философам. Этот интерес впоследствии расширился до национальных и латиноамериканских философов. Роиг также изучал немецкого философа Карла Кристиана Фридриха Краузе, и посвятил свою первую книгу о влиянию этого мыслителя-пантеиста на Аргентину.

## Философия
Получил широкое признание за большое количество научных работ и как автор одного из наиболее развитых примеров латиноамериканской философии. Считаясь одним из наиболее ориентированных на историзм представителей «философии освобождения», Роиг выступал с собственной интерпретацией исторического процесса в Латинской Америке. Лейтмотивом его философских построений (как и у мексиканца Леопольдо Сеа и испанца Xoce Гаоса) является идея «спасения обстоятельств» путем их критического «осмысления», которое субъект делает своей собственной историей. В этом он сочетает подход Хосе Ортега-и-Гассета, Иммануила Канта и Карла Маркса.
Роиг говорит о кризисе «философии субъекта» (европейского идеализма), в которой сущность имела приоритет над существованием, субъект над объектом, а понятие над преставлением; однако после «коперникианского переворота» Гегеля возникает «философия объекта», которую он видит у Маркса, Фрейда и Ницше: «Маркс вкладывает в руки человека возможность преобразования и ответственность, не уводя из реальности этого же мира». Только в этой философии нового типа, по словам Роига, проблема свободы смогла достичь подлинно революционного выражения: созерцательную «философию свободы» сменила деятельная «философия освобождения». В её русле должна развиваться и радикальная латиноамериканская философия, опираясь на такие элементы, как обращённость к реальности, критичность, историчность, пафос обновления и связь с практикой.
Источником такой «философии освобождения» выступают не так академические размышления, как «политические выступления» самих угнетённых, с которыми Роиг связывает концепцию «сознания инаковости» (conciencia de alteridad) — то есть осознания угнетёнными своего социального отличия от угнетателей и приход к необходимости радикального разрыва с ними, создания нового общества.
Ещё одно важное понятие его философии — «интеграция»: преодоление отчуждения, порождаемого отношениями господства-подчинения; объединение всех эксплуатируемых и зависимых социальных групп в освободительной борьбе; наконец, переход к обществу подлинного социального единства свободных людей. Вместе с тем, он отдаёт предпочтение классовым категориям перед используемыми в популистских доктринах и стратегиях понятиями «народа» и «национальной сущности», которые рассматривает как неподлинно интегрирующие, а лишь затушёвывающие классовые противоречия и борьбу.

## Труды
- Los krausistas argentinos (1969)
- El espiritualismo argentino entre 1850 y 1900 (1972)
- Platón o la filosofía como libertad y espectativa (1972)
- Esquemas para una historia de la filosofía ecuatoriana (1977)
- Teoría y crítica del pensamiento latinoamericano (1981)
- Filosofía, universidad y filósofos en América Latina (1981)
- El pensamiento social de Juan Montalvo (1984)
- El Humanismo ecuatoriano de la segunda mitad del siglo XVIII (1984)
- Bolivarismo y filosofía latinoamericana (1984)
- Narrativa y cotidianidad (1984)
- El pensamiento latinoamericano del siglo XIX (1986)
- La utopía del Ecuador (1987)
- Pensamiento filosófico de Hernán Malo González (1989)
- Historia de las ideas, teoría del discurso y pensamiento latinoamericano (1991)
- Rostro y filosofía de américa latina (1993)
- El pensamiento latinoamericano y su aventura (1994)
- Ética del poder y moralidad de la protesta (1996)
- La universidad cacia la democracia (1998)

## Награды
Аргентина
- Distinción General José de San Martín (1994)
- Profesor Honorario (1994) — Universidad Nacional del Comahue
- Doctor Honoris Causa (1996) — Universidad Nacional de Río Cuarto
- Premio Konex: Ética (1996)

Куба
- Visitante ilustre de la Universidad de las Villas (1993)

Эквадор
- Condecoración al mérito cultural (1983)
- Orden Nacional Honorato Vázquez (1992)
- Profesor Honorario (1994) — Universidad Andina Simón Bolívar

Никарагуа
- Doctor Honoris Causa (1994) — Universidad Autónoma de Managua